# Iglesia de San Salvador (Nocedo)
La Iglesia de San Salvador está situada en la localidad de Nocedo, parroquia de Moro en el concejo asturiano de Ribadesella.
Su fundación de se inicia a finales del siglo XII si bien es ampliada y reformada en el siglo XIV y XV.
Los restos románicos de la iglesia fueron trasladados al Museo arqueológico de Asturias.
El estado actual del edificio es de abandono con grave riesgo para las pinturas que se encuentran en la capilla mayor.